# آبراهام زابلودوفسکی
آبراهام زابلودوفسکی (انگلیسی: Abraham Zabludovsky; ۱۴ ژوئن ۱۹۲۴ – ۹ آوریل ۲۰۰۳) معمار، نقاش، و استاد دانشگاه اهل لهستان بود.